# John Barden

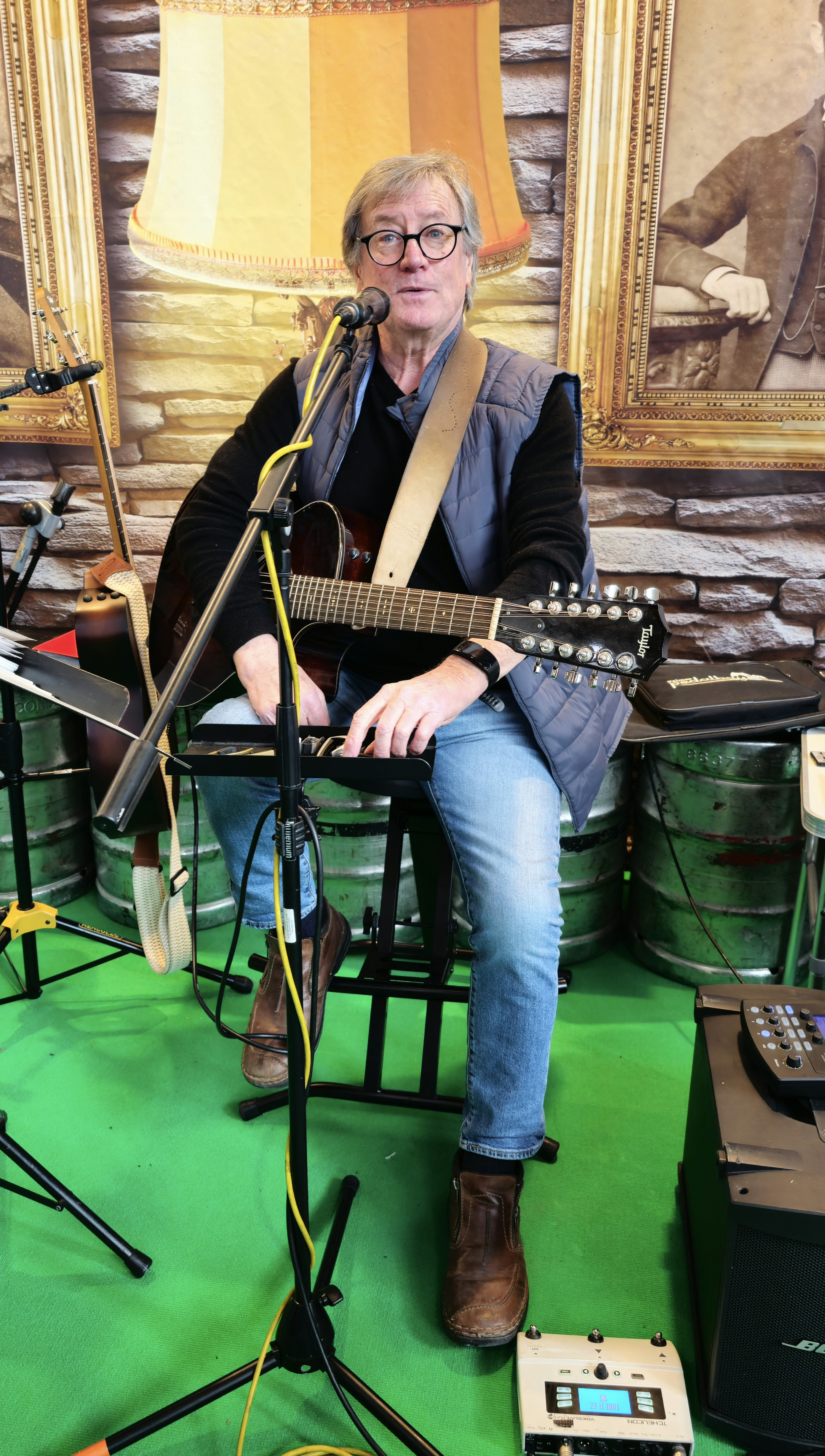
John Barden auf der Touristikmesse f.re.e München, 23. Februar 2023

John Barden (* 1951 in County Longford) ist ein aus Irland stammender Folksänger und -musiker, der in Deutschland lebt.

## Werdegang
Seine Musikkarriere begann mit acht Jahren als Solist im örtlichen Knabenchor. Zu dieser Zeit lernte er auch das Banjo zu spielen.
Im Jahre 1972 traf er in Dublin auf Frank McLynn, mit welchem er, zusammen mit Brian Flynn, die Gruppe Greensleeves gründete. Mit Barden als Leadsänger, Flynn als Gitarrist und McLynn an der Geige traten sie in den nächsten Jahren erfolgreich in Deutschland, Irland und Großbritannien auf. Ihre Musik orientierte sich am Zeitgeist der damals populären Folkclub-Revival-Szene in Dublin.
Im Frühjahr 1988 verließ Barden die Band, um seine Solokarriere zu starten. 1994 brachte er seine erste CD heraus, die eigene Lieder sowie Neuaufnahmen alter Irish-Folk-Songs beinhaltete.
1994 lernte er den Geiger und Dudelsackspieler Keith Smith aus Schottland kennen, mit dem er seither zusammenarbeitet. Ihre erste gemeinsame CD erschien 1999. 2016 erschien das Album Glad we are here, an dem auch Familienmitglieder Bardens mitwirkten.

## Diskografie
- 1977: Greensleeves Irish Folk Songs & Dance
- 1983: Greensleeves Rare Old Times
- 1994: John Barden Solo-CD Some of the Best
- 1999: John Barden & Keith Smith One for the Road
- 2001: John Barden & Keith Smith The Tune That Came Out
- 2003: John Barden & Keith Smith mit Gastmusikern Changes
- 2005: John Barden & Keith Smith Live in Concert
- 2009: John Barden & Keith Smith Music is my Trade
- 2010: John Barden & Keith Smith Great Irish Pub Songs
- 2016: Bardens & Smith Glad we are here